# MXレコード
MX（Mail eXchange）レコードは、DNSで定義される情報の1つである。電子メールの配送先を決定する時に使われる。
複数のレコードを定義できる。優先度を設定でき、優先度の高い配送先が障害になった場合、代替して処理を行うサーバを指定できる。
配送先は通常FQDNを指定する。